# درخورمازه
درخورمازه (نام علمی: ') نام یک سرده از رده دوزیستان است.